# 시로 알레그리아

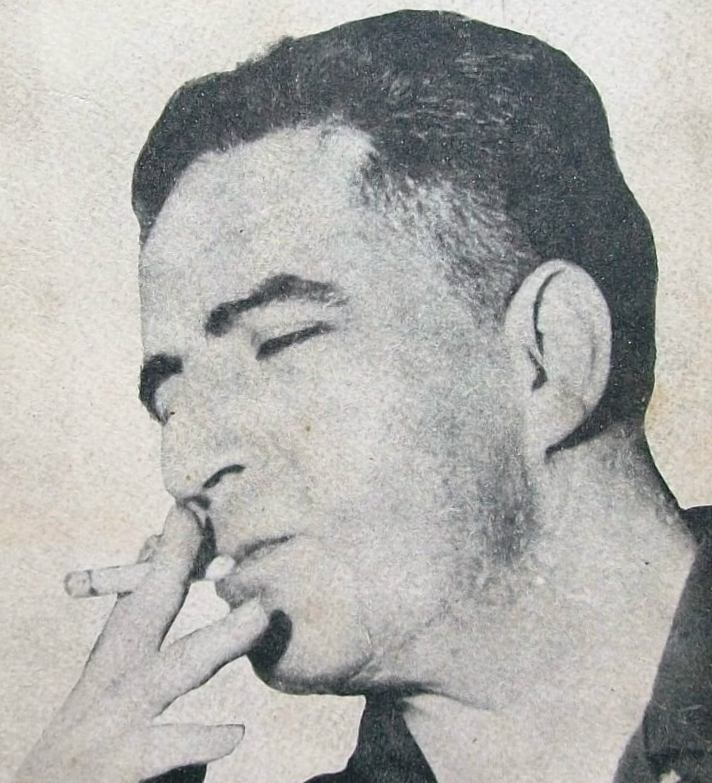

시로 알레그리아(Ciro Alegría, 본명: Ciro Alegría Bazán, 1909년 11월 4일 ~ 1967년 2월 17일)는 페루의 기자, 정치인, 소설가이다.
정치 활동 중 여러 번 투옥되면서 1934년 칠레로 망명했다. 계속 망명해있다가 1948년까지 미국에 남았다. 푸에르토리코 대학교에서 교육했고 쿠바에 있는 동안 쿠바 혁명에 관한 글을 썼다.
1960년 페루로 돌아왔다. 1967년 2월 17일 리마에서 사망했다. 그때 나이로 57세였다.

## 저서
- 《황금빛 뱀》(La serpiente de oro, 1935)
- 《굶주린 개》(Los perros hambrientos, 1938)
- 《세계는 넓고 멀다》(El mundo es ancho y ajeno, 1941)
- Gentlemen's duel(Duelo de caballeros)
- The legend of cactus(La leyenda del nopal)
- Adventurous Tales of Machu Picchu(Las aventuras de Machu Picchu)

## 같이 보기
- 페루 문학